# Gardner Boultbee
Gardner Boultbee   (Vancouver, 23 d'abril de 1907 - Barbados, 2 d'agost de 1980) va ser un regatista canadenc que va competir durant la dècada de 1930.
El 1932 va prendre part en els Jocs Olímpics de Los Angeles, on va guanyar la medalla de bronze en la categoria de 6 metres del programa de vela. Boultbee navegà a bord del Caprice junt a Philip Rogers, Gerald Wilson i Kenneth Glass.